# 2117 Danmark
A 2117 Danmark (ideiglenes jelöléssel 1978 AC) a Naprendszer kisbolygóövében található aszteroida. Richard Martin West fedezte fel 1978. január 9-én.